# Preston (Lancashire)
Pour les articles homonymes, voir Preston.
Preston (/pʁɛstɔn/ ; en anglais : /ˈprestən/) est une ville britannique située dans le comté de Lancashire, Angleterre. Sa population est estimée à 147 800 habitants en 2021. La ville possède le statut de cité au Royaume-Uni.
La ville de Preston est dans le district non métropolitain de la cité de Preston.

## Géographie
La ville est bordée, côté sud, par la Ribble. Au nord-est, s'étend la forêt de Bowland, tandis que le Fylde s'étend à l'ouest.
Preston est située à quelque 44 km au nord-ouest de Manchester, 42 km au nord-est de Liverpool, et 24 km à l'est de la ville côtière de Blackpool.
Les limites actuelles de la ville datent du 1er avril 1974, quand prit effet le Local Government Act 1972 qui fusionna le County Borough of Preston et le Fulwood Urban District.
Preston est une destination accessible par l'autoroute M6, et les autoroutes M65 (à Burnley), M55 (à Blackpool) et M61 (à Manchester) commencent dehors de la ville.

## Sports
La ville héberge le club de football de Preston North End FC ainsi que celui de rugby à XV du Preston Grasshoppers RFC.
La fédération de catch Preston City Wrestling est également basée dans cette ville.

## Histoire
Une forteresse romaine existait à Walton-le-Dale.
Le nom vient de ‘priest’s town’ (ville d’un prêtre).
Dès 1086, la ville est devenue un bourg et un centre administratif dont « la place du marché » existe toujours.
Dès le seizième siècle, la ville est devenue un centre de commerce pour la laine, et le lin, grâce a La Ribble, et le développement maritime qu’elle permettait.
La bataille de Preston en 1648, de la première révolution n’est pas à confondre avec la bataille de Preston en 1715 entre catholiques (jacobitisme) et protestants. D’ailleurs, après la bataille de Prestonpans (en Écosse), Charles Édouard Stuart est passé par Preston en 1745 pour recruter des jabobites avant sa défaite à la bataille de Culloden.
La ville à connu un grand changement pendant le révolution industrielle avec ses usines, maisons, canaux et chemins de fer.
Au dix-huitième siècle, elle est devenue la ville catholique prédominante du nord-ouest de l’Angleterre, et l’église de Sainte Walburge à l’une des plus grands clochers du pays.

## Université
La ville accueille également une grande université, l'UCLAN, University of Central Lancashire. C'est la sixième plus grande université du pays avec près de 35 000 étudiants, dont un grand nombre d'étudiants étrangers (près de 2 000).

## Transports
- Gare routière de Preston

## Monuments
À Preston se trouve l'église Sainte-Walburge de Preston, dont la flèche est l'une des plus hautes parmi les édifices religieux du Royaume-Uni.

## Jumelages
- Almelo (Pays-Bas)
- Nîmes (France)
- Kalisz (Pologne)
- Recklinghausen (Ruhr) (Allemagne)

## Personnalités nées à Preston
- Arthur Devis (1712-1787), peintre portraitiste né dans cette ville.
- Richard Arkwright (1732-1792), ingénieur et inventeur lié à l'industrie textile.
- Robert William Service (1874-1958), écrivain et poète connu pour ses écrits sur le Grand Nord canadien[2].
- Roy Barraclough (1935-2017), acteur comique.
- Bill Beaumont (1953- ), Président de World Rugby.
- Nick Park (1958- ), réalisateur de films d'animation.
- Steve Walsh (1964- ), footballeur notamment à Leicester City.
- Kevin Kilbane (1977- ), footballeur évoluant à Hull City.
- Bad News Barrett (1980- ), catcheur de la WWE.
- Kathleen Ferrier (1912-1953), contralto.
- Phil Jones, (1992-), footballeur évoluant à Manchester United
- Joseph Delaney (1945-2022), auteur britannique.
- Margaret Maughan (1928–2020), athlète paralympique.